# Уотсон, Энтон
Энтон Уотсон (англ. Anton Watson; род. 6 октября 2000, Кёр-д’Ален, Айдахо) — американский профессиональный баскетболист, играет на позициях тяжёлого и легкого форварда в клубе НБА «Нью-Йорк Никс».

## Профессиональная карьера

### Бостон Селтикс
27 июня 2024 года Уотсон был выбран клубом «Бостон Селтикс» под общим 54-м номером на драфте НБА 2024 года, а 2 августа он подписал с двусторонний контракт с «Бостоном» и их фарм-клубом в Джи-Лиге «Мэн Селтикс».
2 марта 2025 года Уотсон был отчислен из «Селтикс».

### Нью-Йорк Никс
4 марта 2025 года Уотсон был взят с драфта отказов клубом «Нью-Йорк Никс». 11 марта 2025 года он дебютировал за «Никс» в игре против «Сакраменто Кингз», провёл на площадке 4 минуты, очков не набрал.

## Статистика

### Статистика в Джи-Лиге
| Сезон                                                                                    | Команда     | Регулярный сезон | Регулярный сезон | Регулярный сезон | Регулярный сезон | Регулярный сезон | Регулярный сезон | Регулярный сезон | Регулярный сезон | Регулярный сезон | Регулярный сезон | Регулярный сезон | Серия плей-офф | Серия плей-офф | Серия плей-офф | Серия плей-офф | Серия плей-офф | Серия плей-офф | Серия плей-офф | Серия плей-офф | Серия плей-офф | Серия плей-офф | Серия плей-офф |
| Сезон                                                                                    | Команда     | GP               | GS               | MPG              | FG%              | 3P%              | FT%              | RPG              | APG              | SPG              | BPG              | PPG              | GP             | GS             | MPG            | FG%            | 3P%            | FT%            | RPG            | APG            | SPG            | BPG            | PPG            |
| ---------------------------------------------------------------------------------------- | ----------- | ---------------- | ---------------- | ---------------- | ---------------- | ---------------- | ---------------- | ---------------- | ---------------- | ---------------- | ---------------- | ---------------- | -------------- | -------------- | -------------- | -------------- | -------------- | -------------- | -------------- | -------------- | -------------- | -------------- | -------------- |
| 2024/25                                                                                  | Мэн Селтикс | 37               | 34               | 29,9             | 44,1             | 31,9             | 65,1             | 5,1              | 1,9              | 1,0              | 0,2              | 12,1             | Не участвовал  | Не участвовал  | Не участвовал  | Не участвовал  | Не участвовал  | Не участвовал  | Не участвовал  | Не участвовал  | Не участвовал  | Не участвовал  | Не участвовал  |
|                                                                                          | Всего       | 37               | 34               | 29,9             | 44,1             | 31,9             | 65,1             | 5,1              | 1,9              | 1,0              | 0,2              | 12,1             | Не участвовал  | Не участвовал  | Не участвовал  | Не участвовал  | Не участвовал  | Не участвовал  | Не участвовал  | Не участвовал  | Не участвовал  | Не участвовал  | Не участвовал  |
| Наведите курсор мыши на аббревиатуры в заголовке таблицы, чтобы прочесть их расшифровку. |             |                  |                  |                  |                  |                  |                  |                  |                  |                  |                  |                  |                |                |                |                |                |                |                |                |                |                |                |

### Статистика в NCAA
| Сезон | Команда | Conf  | Class | GP  | GS | MPG  | FG%  | 3P%  | FT%  | RPG | APG | SPG | BPG | PPG  |
| --- | ------- | ----- | ----- | --- | -- | ---- | ---- | ---- | ---- | --- | --- | --- | --- | ---- |
| 2019/20 | Гонзага | WCC   | FR    | 15  | 5  | 14,7 | 53,8 | 11,1 | 57,1 | 3,1 | 1,5 | 1,2 | 0,5 | 4,9  |
| 2020/21 | Гонзага | WCC   | SO    | 32  | 17 | 18,9 | 63,1 | 15,0 | 65,0 | 3,3 | 1,2 | 1,2 | 0,6 | 6,9  |
| 2021/22 | Гонзага | WCC   | JR    | 32  | 0  | 18,1 | 53,8 | 22,7 | 69,8 | 4,7 | 1,9 | 1,3 | 0,3 | 7,3  |
| 2022/23 | Гонзага | WCC   | SR    | 37  | 37 | 29,1 | 60,8 | 33,3 | 54,8 | 6,2 | 2,4 | 1,8 | 0,7 | 11,1 |
| 2023/24 | Гонзага | WCC   | SR    | 35  | 35 | 31,3 | 57,8 | 41,2 | 65,3 | 7,1 | 2,6 | 1,5 | 0,7 | 14,5 |
| Всего | Всего   | Всего | Всего | 151 | 94 | 23,7 | 58,6 | 30,7 | 62,7 | 5,2 | 2,0 | 1,4 | 0,6 | 9,6  |
| Наведите курсор мыши на аббревиатуры в заголовке таблицы, чтобы прочесть их расшифровку Статистика приведена с сайта sports-reference.com |         |       |       |     |    |      |      |      |      |     |     |     |     |      |